# Ichthyodes ciliata
Ichthyodes ciliata är en skalbaggsart som beskrevs av Stefan von Breuning 1939. Ichthyodes ciliata ingår i släktet Ichthyodes och familjen långhorningar. Inga underarter finns listade i Catalogue of Life.